# Juan Núñez de la Peña
Juan Núñez de la Peña (maj 1641 - 3 stycznia 1721) – hiszpański historyk, urodzony w San Cristóbal de La Laguna. Studiował łacinę i nauki humanistyczne na Uniwersytecie w La Laguna; po ukończeniu studiów uzyskał święcenia kapłańskie. Pracował jako notariusz w hiszpańskim mieście Toledo, zanim powrócił na Wyspy Kanaryjskie.
Już na Wyspach Kanaryjskich, rozpoczął zbieranie i zachowywanie dla przyszłych pokoleń dokumentów miejskich, rejentalnych i kościelnych, co pozwoliło mu na stworzenie historii wysp, pod tytułem Conquista y antigüedades de las islas de la Gran Canaria y su descripción, con muchas advertencias de sus privilegios, conquistadores, pobladores y otras particularidades en la muy poderosa isla de Tenerife, dirigido a la milagrosa imagen de Nuestra Señora de Candelaria. Opracowanie zostało opublikowane w roku 1676, zaś jego druga, poprawiona edycja ukazała się trzy lata później.
W pracy Juan Núñez de la Peña poddał badaniom lud Guanczów, jak też genealogię rodzin pochodzenia europejskiego, osiadłych na Wyspach Kanaryjskich. Za swoje osiągnięcia otrzymał pensję w wysokości 200 pesos wraz z tytułem cronista general de los reinos de Castilla y León ("Głównego Kronikarza Królestwa Kastylia-León").